# Hector Napoléon Soult
Hector Napoléon Soult, hertog van Dalmatië, ook geschreven als Napoléon Hector Soult (1801 - 31 december 1857), was een Frans militair, diplomaat en politicus.
Hij was de zoon van generaal-maarschalk Nicolas Jean de Dieu Soult, hertog van Dalmatië, een militair die zowel onder de Franse republiek, Napoleon Bonaparte, de Bourbons als koning Lodewijk Filips van Frankrijk diende. 
Napoléon Soult diende na de Restauratie (1815) bij de generale staf. In 1830 begon hij aan een diplomatieke carrière. Hij was eerste gezant in Nederland, daarna in Turijn en vanaf 1844 gezant in Berlijn. Vóór de Februarirevolutie (1848) was hij lid van het Wetgevend Lichaam. Na de val van koning Lodewijk Filips keerde hij naar Frankrijk terug. Hij werd voor de Orléanistische Partij in de Franse Nationale Vergadering gekozen. Na de staatsgreep van president Lodewijk Napoleon Bonaparte op 2 december 1851 trok hij zich uit de politiek terug.
Hector Napoléon Soult stierf op 56-jarige leeftijd.